# James Coppinger
James Coppinger, né le 10 janvier 1981 à Guisborough, est un ancien footballeur anglais. Il évoluait au poste de milieu de terrain.

## Biographie
Le 21 juillet 2011, Coppinger signe un nouveau contrat à Doncaster qui le lie au club jusqu'en 2014.
Le 31 août 2012, il est prêté à Nottingham Forest jusqu'au mois de janvier.
Le bilan de sa carrière s'élève à 196 matchs en deuxième division anglaise, pour 22 buts marqués. Il joue également quelques minutes en Premier League avec le club de Newcastle United lors de la saison 2000-2001.

## Palmarès
Doncaster Rovers
- Football League Trophy
  - Vainqueur : 2007
- League One
  - Vainqueur des playoffs : 2008

### Distinctions personnelles
- Membre de l'équipe type de League Two en 2017.